# Giuseppe Basta
Giuseppe Basta (San Nicola dell'Alto, 1743 – Napoli, 1819) è stato un presbitero, giurista e scrittore italiano.

## Biografia
Sacerdote secolare e allievo in filosofia di Antonio Genovesi e in diritto di Giuseppe Pasquale Cirillo e Domenico Antonio Mangieri, insegnò come professore straordinario all'Università di Napoli. Tra le sue opere si ricordano le Institutiones jurium universitatum (1777), le Institutiones juris romano-neapolitani (1780), le Institutionum juris publici neapolitani (1783), le Istitutiones iuris privati neapolitani (1792), e  le in regia studiorum universitate professoris Institutiones archaeologiae sacrae (1813-1814).
Suo nipote era il filologo e scrittore Nicola Basta.